# Pretty. Odd.
Pretty. Odd. – drugi, po A Fever You Can’t Sweat Out album studyjny Panic! at the Disco wydany nakładem Fueled by Ramen w marcu 2008 roku.

## Lista utworów
1. "We're So Starving" - 1:21
2. "Nine in the Afternoon" - 3:11
3. "She's a Handsome Woman" - 3:12
4. "Do You Know What I'm Seeing?" - 4:14
5. "That Green Gentelman (Things Have Changed)" - 3:15
6. "I Have Friends in Holy Spaces" - 1:56
7. "Northern Downpour" - 4:07
8. "When the Day Met the Night" - 4:53
9. "Pas de Cheval" - 2:39
10. "The Piano Knows Something I Don't Know" - 3:43
11. "Behind the Sea" - 3:33
12. "Folkin' Around" - 1:55
13. "She Had the World" - 3:47
14. "From a Mountain in the Middle of the Cabins" - 3:02
15. "Mad as Rabbits" - 3:43

Bonusowe utwory
1. "Nine in the Afternoon" (radio mix) - 3:13 (iTunes bonus)
2. "Behind the Sea" (alternate version) - 2:24 (Deluxe iTunes Version bonus)
3. "Do You Know What I'm Seeing?" (alternate version) - 3:55 (iTunes Pre-order/Japanese import bonus)

## Pozycje na listach
20 marca album był na 2. miejscu na liście Wielkiej Brytanii. Płyta znajdowała się również na 1. miejscu w Australii a także na 2. miejscu w USA, rozchodząc się tam w nakładzie 139 000 egzemplarzy w pierwszym tygodniu. Na ogólnoświatowej liście album zajmował drugie miejsce z liczbą 600 000 sprzedanych egzemplarzy.
| Lista (2008)      | Najwyższa pozycja |
| ----------------- | ----------------- |
| Australia         | 1                 |
| Brunei            | 23                |
| Szwecja           | 35                |
| Wielka Brytania   | 2                 |
| USA Billboard 200 | 2                 |
| Nowa Zelandia     | 5                 |
| Świat             | 2                 |